# Omi Keigo
Keigo Omi (sinh ngày 1 tháng 8 năm 1992) là một cầu thủ bóng đá người Nhật Bản.

## Sự nghiệp câu lạc bộ
Keigo Omi đã từng chơi cho FC Gifu và Kataller Toyama.